# Tuvalu na Letnich Igrzyskach Olimpijskich Młodzieży 2010
Tuvalu na Letnich Igrzyskach Olimpijskich Młodzieży w Singapurze w 2010 reprezentowało 2 sportowców w 2 dyscyplinach.

## Skład kadry

### Badminton
- Tiaese Livi Tapumanaia

### Lekkoatletyka
- Maima Moiya